# 板屋
板屋（いたや）は、福岡県福岡市早良区の大字。2012年1月31日現在の人口は76人。郵便番号811-1113。

## 地理
早良区の南端、脊振山の山頂付近、標高500m-1000mに至る地域に位置しており、全体的に平地がほとんど見られない山がちな地形を持つ。北で小笠木、北東で那珂川市大字南面里、東で那珂川市大字成竹、南東で那珂川市大字五ヶ山、南で佐賀県神埼郡吉野ヶ里町松隈、西で佐賀県神埼市脊振町服巻、北西で早良区椎原（しいば）と接する。
人口は2012年1月時点で76人だが、これは住基台帳基準のもので、実際に住んでいるのは2007年10月時点で19世帯31人であり、うち8割以上が65歳以上で、事実上限界集落となっている。2009年3月20日に、TVQ九州放送で板屋を特集した番組「背振山・板屋の一年 ～140万都市の限界集落に生きる～」が放送された。
福岡市に属してはいるが、北西部で接する椎原へと続く福岡県道136号線の途中にある板屋峠は急カーブ・急勾配が連続しており、福岡市中心部側からの通行は困難なため、生活インフラは那珂川市に依存する状態となっている。現在は後述する予約制乗合タクシー以外の公共交通機関が皆無で、早良区内の福岡市中心部との直通便のある脇山小学校前バス停から南におよそ11km、集落の最寄りバス停である西日本鉄道（西鉄バス）椎原バス停からでも南に7km離れており、完全に孤立した状態となっている。
地内に小中学校はなく全域が福岡市立脇山小学校の校区となっているが、通学する児童・生徒はいない。1979年までは脇山小学校の板屋分校があったが、最も児童数の多かった1960年代でも児童数は30人前後であった。
標高が高く、脊振山地の中腹に位置するため冬季の積雪は比較的多い。福岡市中心部で積雪が見られない時でも積雪していることが多く、毎年一回は30cm～50cmの積雪がある。2011年には80cm前後に達した。温暖な福岡市中心部と比べると全般に寒冷な気候である。

### 河川
- 那珂川

### 山岳
- 脊振山

## 歴史
1977年に作られた脊振ダムにより、板屋の一部も水没している。この脊振ダムの建設が原因で1970代後半からすでに人口の減少が始まっていた。

## 交通

### 公共交通
福岡市からの委託により飯倉タクシーが事前予約制の板屋脇山線乗合タクシーを1日2往復運行しており、これが唯一の公共交通機関となっている。月・火・水・金・土曜日が脇山小学校前（早良区） - 板屋ふるさと館前間、木・日曜日が中ノ島公園（那珂川市） - 板屋ふるさと館前間の運行である。いずれも予約があった場合のみ運行する。
なお、脇山小学校前と福岡市中心部（天神・博多駅など）の間には西鉄バスが、中ノ島公園と那珂川市中心部（那珂川営業所・博多南駅）の間にはかわせみバス（コミュニティバス）が運行されている。
かつて2000年7月から西鉄が福岡市からの委託を受け佐賀橋（那珂川町） - 板屋間に1日4往復のバスを運行していたが、2008年3月31日をもって廃止となっている。

### 道路
福岡県道136号入部中原停車場線が通っており、北側の早良区脇山地区と南側の五ケ山ダム（那珂川市）に通じている。また、板屋集落の中心部から脊振山山頂の航空自衛隊背振山分屯基地（佐賀県神埼市脊振町服巻）に通じる防衛省専用道路があり、大型車を除く一般車の通行も可能である。

## 施設
- 脊振ダム
  - 福岡市水道局脊振ダム操作所
  - 板屋水位観測局
- 山添砂防ダム
- 航空自衛隊背振山分屯基地 - 敷地の一部（脊振山山頂周囲）が板屋にあたる。
- 脊振雷山県立自然公園
- 背振牧場
- 福岡市立背振少年自然の家 - 宿泊施設。キャンプ場を含む。
- 三光寺
- 山神社